# 埃爾巴鎮區 (密歇根州格拉希厄特縣)
埃爾巴鎮區（英語：Elba Township）是位於美國密歇根州格拉希厄特縣的一個行政鎮區。

## 地方資料
埃爾巴鎮區的面積為91.00平方千米，當中陸地面積為91.00平方千米，而水域面積為0.00平方千米。根據2020年美國人口普查的數據，當地共有人口1293人，而人口密度為每平方千米14.21人。